# موزه و مرکز بایگانی چرم‌پوشی
موزه و مرکز بایگانی چرم‌پوشی به اختصار (LA&M) نام نخستین مجموعهٔ آرشیوی سازمان یافته از مصنوعاتی است که به طور خاص به تاریخ و فرهنگ چرم‌پوشی اختصاص یافته‌است. مکان این موزه در محلهٔ راجرز پارک شیکاگو در ایالت ایلینوی آمریکا است و در سال ۱۹۹۱ افتتاح شده است. این موزه و آرشیو اطلاعات و جزئیات بسیاری را در مورد آغاز خرده فرهنگ چرم پوشی و جامعه ی بی‌دی‌اس‌ام ارائه می دهد.